# Amadeus IV. Savojský
Amadeus IV. Savojský (1197 – 11. června 1253) byl v letech 1233 až 1253 savojským hrabětem.
Amadeus se narodil v Montmélian v Savojsku. Jako legitimní dědic Tomáše I. Savojského a Markéty ze Ženevy však musel po smrti otce bojovat se svými bratry o dědictví v savojských zemích. Bratři Petr a Aimone proti Amadeovi v Údolí Aosty podnítili vzpouru, jemu se ji však se svými zeti Manfrédem III. ze Saluzza a Bonifácem II. z Montferrattu podařilo potlačit.
Spolu se svým bratrem Tomášem bojoval s komunami z Turína a Pinerola, ale s nejistým výsledkem.
Po jeho smrti se stal hrabětem jeho jediný syn Bonifác.

## Kariéra

### Hlava rodiny
Jako nejstarší syn Tomáše I. Savojského zdědil Amadeus po otcově smrti v roce 1233 savojské země, které spojil pod svou vládu. Jeho bratři Petr a Aymon však požadovali, aby území rozdělil a dal jim jejich podíl. V červenci 1234 Amadeus a jeho bratr Vilém svolali na hrad Chillon rodinné setkání. Zatímco obě strany dorazily s ozbrojenými vojáky, Vilém byl schopen sjednat mezi bratry smlouvu. Tato smlouva udržela země nedotčené, ale uznávala autoritu mladších bratrů v určitých oblastech pod vládou Amadea. Tato území byla na hranicích savojských zemí a byla navržena tak, aby povzbudila bratry, aby rozšiřovali hrabství, spíše než jej zmenšovali. Když jeho bratr Tomáš opustil v roce 1235 kariéru v církvi, dal mu Amadeus podobné území.
Předtím, než měl syna, změnil Amadeus několikrát názor ohledně své poslední vůle. Nejdřív určil za své dědice své zetě, ale v roce 1235 přepsal svou vůli ve prospěch svého bratra Tomáše. V prosinci téhož roku se vrátil k tomu, aby jeho dědici byli jeho zeťové, dokud se Amadeus nezačal připravovat na obléhání. Pak přepsal vůli opět na Tomáše. V březnu 1239 ho jeho dcery přesvědčily, aby opět vrátil svou přízeň k zeťům. 4. listopadu 1240 ale opět přepsal vůli na bratra. Později se vůle ještě jednou změnila. Svou konečnou vůli Amadeus sepsal v roce 1252, dědicem určil svého jediného syna Bonifáce, narozeného v roce 1245, a bratra Tomáše jmenoval regentem a druhým v pořadí následnictví.

### Mezi evropskými mocnostmi
Amadeus čelil mnoha výzvám při vyvažování požadavků větších mocností v tehdejší Evropě. V roce 1235 mu napsal anglický král Jindřich III., aby si vyžádal souhlas a požehnání k sňatku s jeho neteří Eleonorou Provensálskou. V roce 1238 Amadeus odešel ke dvoru císaře Fridricha II. do Turína, kde jej císař pasoval na rytíře. Pak se svými bratry vedl vojáky při obléhání Brescie. V roce 1243 byl Amadeus s bratrem Tomášem najat Enziem Sardinským, aby se k němu připojil při obléhání Vercelli, které se nedlouho předtím stalo majetkem papeže (předtím patřilo císaři). Nejenže byl útok na město neúspěšný, ale Amadeus a jeho bratr za to byli exkomunikováni. Když bratři napsali novému papeži Inocenci IV., aby se proti exkomunikaci odvolali, vyhověl jejich žádosti.
Na konci roku 1244, když papež uprchl z Říma, setkal se ve městě Susa s Amadeem, který ho doprovodil přes průsmyky do Chambéry a pak mu poskytl svého bratra Filipa jako doprovod po proudu řeky do Lyonu. Amadeus byl však poté ochoten otevřít stejné průsmyky císařské armádě. Také 16. ledna 1246 podepsal smlouvu s Jindřichem III., čímž dal práva průchodu přes průsmyky Angličanům výměnou za roční poplatek 200 marek. Téhož měsíce se Amadeus připojil k jednotce, která šla do Provence zachránit jeho neteř Beatrix Provensálskou před císařem Fridrichem a doprovodit ji na svatbu s Karlem z Anjou. V roce 1247 byl císař Fridrich připraven zakročit proti papeži. Shromáždil svou armádu v Turíně a nařídil těm z království Arles a Francie, kteří mu byli stále věrní, aby se setkali v Chambéry (hlavním městě Savojska). Vzpoura Parmy však Fridricha od tohoto plánu odtáhla. Téhož léta Amadeus zablokoval papežův pokus poslat 1500 vojáků Lombardské lize. 8. listopadu 1248 Fridrich požádal Amadea a jeho bratra Tomáše, aby jeli do Lyonu a zahájili jednání o míru. Jejich úsilí však bylo neúspěšné a válka pokračovala až do Fridrichovy smrti.
Hrabě Amadeus IV. zemřel 11. června 1253 asi ve věku 56 let.

## Manželství a potomci
V roce 1217 se dvacetiletý Amadeus oženil s o pět let starší Annou, dcerou vévody Huga III. Burgundského. Za více než dvacet let manželství se jim narodily dvě dcery:
- Beatrix Savojská (1223–1259)
- Markéta Savojská (1225–1254)

18. prosince 1244, rok po smrti Anny, se hrabě oženil se čtrnáctiletou Cecílií z Baux, dcerou pána Barrala z Baux. S ní měl další čtyři děti, včetně syna:
- Bonifác Savojský (1245–1263)
- Beatrix Savojská (1250–1292)
- Eleonora Savojská
- Konstancie Savojská